# Kreisablesung
Die Kreisablesung ist die Feststellung des genauen Winkels am Horizontal- bzw. Vertikalkreis von Messinstrumenten der Astronomie, Astrometrie und Geodäsie.
Um Genauigkeiten bis 0.1" zu erreichen, wurde im 19. und 20. Jahrhundert der früher übliche Nonius auf Meridiankreis und Theodolit durch bessere Methoden ersetzt:
1. Ablese-Mikroskope
2. Beleuchtung (Erhöhung des Kontrasts der feinen Teilungsstriche)
3. Ablesung an mehreren Stellen von Vertikal- und Horizontalkreis
4. Fotografische Kreisablesung bzw. später
5. Digitale oder elektro-optische Kreisablesung.

Für genaue Theodolite ab etwa 1920:
1. Übergang auf Glaskreise und
2. Zusammenspiegeln gegenüberliegender Kreisstellen,
3. Koinzidenz-Mikrometer (Aufeinanderstellen gegenüberliegender Glasstriche)
4. Digitale oder elektro-optische Kreisablesung.

Da Kreisablesung ist neben der Zielung am Fernrohr der wichtigste Vorgang, um hohe Präzision zu erreichen. Daher trachtet man, die Ablesung genauer als die Zielung zu machen und gleichzeitig die Kreisteilungsfehler zu verringern (Punkt 3 und 6–8).